# Märta

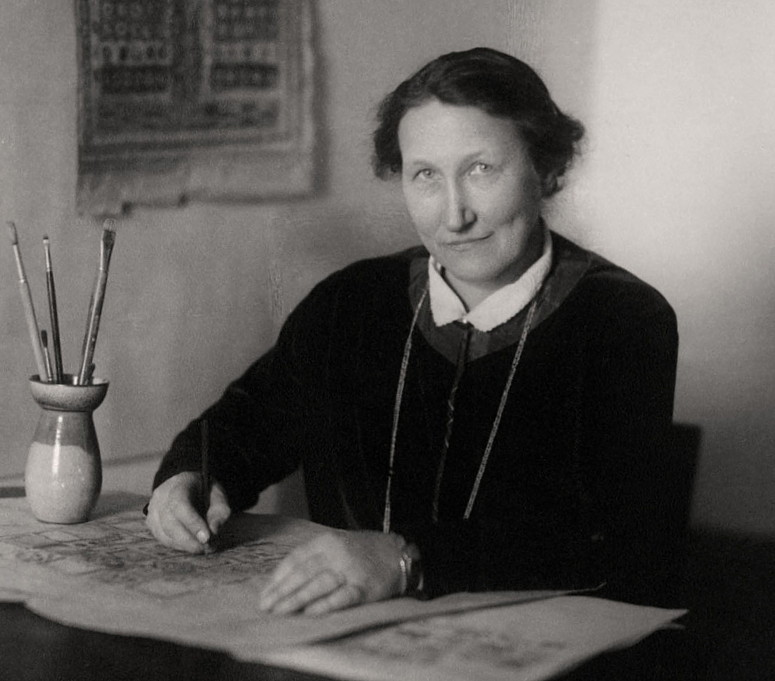
Märta Måås-Fjetterström.

Kvinnonamnet Märta eller Märtha är ursprungligen en variant av Margareta. Namnet kom in i den svenska almanackan 1901 för att hedra den blivande norska kronprinsessan.
Namnet var tidigare mycket vanligt och tillhör fortfarande totalt de 60 vanligaste förnamnen. Bland de yngre är det dock ovanligare.
31 december 2005 fanns totalt 31 124 personer i Sverige med namnet Märta varav 14 061 med det som tilltalsnamn.
Namnsdag: i Sverige 11 maj. I den finlandssvenska namnsdagslängden har Märta namnsdag 26 augusti sedan starten 1929, då en egen namnsdagskalender togs i bruk för finlandssvenskar.

## Personer med förnamnet Märta
- Märtha av Norge, norsk kronprinsessa 1929, dotter till prins Carl
- Prinsessan Märtha Louise av Norge, norsk prinsessa
- Märta av Danmark, svensk drottninggemål 1298 till kung Birger, även kallad Margareta
- Märta Allertz, älskarinna till kung Karl X Gustav av Sverige.
- Märta Arbin, svensk skådespelerska
- Märta Bonde, möjligen svensk prinsessa
- Märta Bosdotter (Natt och Dag)
- Märta Dorff, svensk skådespelerska
- Märta Ekström, svensk skådespelerska
- Märta Eriksdotter Leijonhuvud, svensk grevinna och godsägare, känd som Kung Märta.
- Märta Ferm, svensk barnskådespelerska
- Märta Halldén, svensk skådespelerska
- Märtha Knöös, svensk konstnär
- Märta Lagerfelt, psalmförfattare
- Märta Laurent, finländsk skådespelerska
- Märta Leijon, svensk författare
- Märtha Leth, Sveriges första kvinnliga farmaceut
- Märta Lindqvist, svensk journalist
- Märta Måås-Fjetterström, svensk textilkonstnär
- Märta Ottoson,  svensk operettsångerska och skådespelerska
- Märta Helena Reenstierna, Årstafrun, svensk författare
- Märta Reiners, svensk operasångerska
- Märta Stenevi, politiker (MP), språkrör, statsråd
- Märta Ternstedt,  svensk operettsångerska och skådespelerska
- Märta Tikkanen, finlandssvensk författare
- Märta Torén, svensk skådespelerska
- Märta Ulfsdotter (Ulvåsaätten), hovmästarinna
- Märta Öberg, svensk politiker

### Fiktiva personer med förnamnet Märta
- Märta Brehm, en ogift stockholmsdam som får ett barn ihop med Tomas Weber i Hjalmar Söderbergs roman Förvillelser från 1895.[3]
- Märta Höson, figur i den amerikanska tecknade tv-serien Kurage, den hariga hunden.
- Märta Letterström i filmerna Fram för lilla Märta och Lilla Märta kommer tillbaka, spelades av Stig Järrel (1945 och 1948).
- Märta Roos i filmen Flickornas Alfred, spelades av Ruth Stevens (1935).
- Märta Svensson i tv-serien Hedebyborna, spelades av Nina Gunke (1978, 1980 och 1982).